# Daevid Allen
Daevid Allen (Melbourne, 1938. január 13. – 2015. március 13.) ausztrál költő, gitáros, énekes, zeneszerző és performansz művész, leginkább arról ismert, hogy egyik alapítója volt a Soft Machine nevű pszichedelikus rock együttesnek Nagy-Britanniában, 1966-ban, és a Gongnak, Franciaországban, 1970-ben.

## Életrajz
1960-ban, a beat generáció szerzői által inspirálva (akiket egy melbourne-i könyvesboltban dolgozva fedezett fel), Daevid Allen Párizsba utazott, a Beat Hotelben lakott, abban a szobában, amelyből éppen akkoriban költözött ki Allen Ginsberg és Peter Orlovsky. Miközben az International Herald Tribune-t árulta a Le Chat qui Peche és a Quarter Latin környékén, találkozott Terry Rileyvel és szabad bejáráshoz jutott a környék jazz klubjaiba.
1961-ben Angliába utazott, Lyddenben, Dover közelében bérelt szobát és megpróbált zenészként elhelyezkedni. Először egy újsághirdetésre válaszolt, melyben a doveri Rolling Stones együttes keresett gitárost az énekes-gitáros Neil Landon helyére, de mégsem csatlakozott hozzájuk. William S. Burroughs és a Sun Ra filozófia hatására létrehozott egy free jazz formációt, a Daevid Allen Triót, melynek tagja volt háziurának fia, a 16 éves Robert Wyatt is. Felléptek Burroughs darabjában, amely a The Ticket That Exploded című regény alapján készült. 1966-ban megalakították a Soft Machine nevű zenekart Kevin Ayers és Mike Ratledge társaságában. Ayers és Wyatt korábban a Wilde Flowersben játszott.
Egy európai turnét követően Allent nem engedték be Angliába, mivel egy korábbi tartózkodása idején túllépte a vízum által engedélyezett időt. Párizsban maradt és 1968 májusában részt vett az egész várost megrázó tüntetéseken. Játék mackókat nyújtott a rendőrök felé és tört francia nyelven verseket szavalt. Manapság bevallja, hogy a többi tiltakozó beatniknek tartotta.
A rendőrség elől menekülve Mallorcára tartott párjával Gilli Smyth-szel. Itt vették fel az első albumot Gong név alatt. A címe Magick Brother volt és a BYG Actuel jelentette meg 1969-ben. Csatlakozott hozzájuk a fuvolista Didier Malherbe, akiről azt állították, hogy egy barlangban élt Robert Graves birtokán.
1970-ben Allen felvette és kiadta első szóló albumát, a Banana Moon-t (néha Bananamoon-nak írják). Ezen az albumon - mások mellett - Robert Wyatt is közreműködött.
1971-ben a Gong kiadta a Camembert Electrique című albumot. Egyfajta anarchista kommunaként éltek a vidéki Franciaországban 1972 és 1974 között. 1972-ben csatlakozott hozzájuk az elektronikus zenét játszó Tim Blake, majd Steve Hillageés Pierre Moerlen is, hogy - miután szerződést kötöttek a Virginnel - felvegyék a Radio Gnome Trilogy darabjait, a Flying Teapot, az Angel's Egg és a You című albumokat.
Allen elhagyta a Gongnak ezt a változatát és felvett három szóló albumot, Good Morning (1976), Now Is The Happiest Time Of Your Life (1977) és N'existe pas! (1979) címmel. Ez idő tájt egy hippi kommunával élt Mallorcán és részt vett a Can Am Des Puig nevű együttes Book of Am című albumának létrejöttében azzal, hogy kölcsönzött nekik egy négysávos, orsós magnetofont.
1977-ben előadta és felvette a Planet Gongot és újraalakult a Gong 70-es évek-eleji változata egy, a párizsi Hippodrome-beli előadásra. A több óráig tartó koncert egy része megjelent a Gong Est Mort? Vive Gong című dupla albumon.
1980-ban Allen összeállt Bill Laswell-lel és létrehozták a punk-jellegű New York Gongot. A próbálkozás egy LP-t eredményezett, melynek címe About Time volt. Ezután több projekt következett, köztük az Opera Company Of Tibet, a Brainville, az Ex (nem összetévesztendő a The Ex nevű holland punk együttessel) és a Magic Brothers.
1981-ben Allen visszatért Ausztráliába, letelepedett Byron Bayben, ahol performanszokkal és költészettel foglalkozott. Fellépett David Tolley performansz művésszel végtelenített magnószalagokat és dobgépeket alkalmazva. Jelenleg egy you’N’gong (szójáték a “Young Gong” kifejezésre) nevű projektben érdekelt fiával, Orlandóval és az Acid Mothers Temple nevű nevű együttes tagjaival (a formáció Acid Mothers Gong néven lép fel), valamint a Guru And Zero nevű improvizációs társulatban.
Daevid Allen több éve tagja a University of Errors együttesnek, mellyel négy albumot adtak ki, valamint a Brainville 3 nevű jazz-rock formációnak.
Részt vett a Spirits Burning nevű space-rock szupergroup lemezfelvételén. Az együttes tagjai Alan Davey, Bridget Wishart, Karl E. H. Seigfried és Simon House voltak. Kísérletező kedvét leginkább a hosszú életű noise-együttes, a Big City Orchestra oldalán élhette ki, élő fellépések, valamint több mint fél tucat lemez felvétele során.
2006 novemberében Amszterdamban megtartották a Gong Family Unconvention című rendezvényt, melyre a Gong több korábbi tagja összeállt a korai 70-es évek klasszikus felállásából.
További Gong koncertek következtek Londonban, 2008 júniusában, a fellépők között volt maga Allen, Gilli Smyth, Steve Hillage, Miquette Giraudy és Mike Howlett.
2007 novemberében Allen egy brazíliai koncertkörúton vett részt a Gong egy újabb verziója, a Daevid Allen and Gong Global Family (Daevid Allen: ének, gitár; Josh Pollock: gitár, megafon és ütősök; Fred Barley: dobok és ütősök; Fabio Golfetti: gitár; Gabriel Costa: basszus; Marcelo Ringel: fuvola, tenorszaxofon) nevű együttessel, másik zenekarával, a University of Errorsszal (Daevid, Josh Pollock, Michael Clare, Fred Barley) együtt. A fellépések São Paulóban (november 21-22.) és San Carlosban (november 24.) voltak. A zenészek (Marcelo kivételével)néhány új dalt is felvettek az egyik São Paulo-i stúdióban. A november 21-i koncert anyaga Angliában DVD-n és CD-n is megjelent.

## Diszkográfia
- 1963: Live 1963 (Daevid Allen Trio)
- 1971: Banana Moon
- 1973: BMO Vol.16 : Gong on Acid 73(a Gonggal)
- 1976: Good Morning (a Euterpe-pel)
- 1977: Now Is the Happiest Time of Your Life
- 1977:	BMO Vol 1: Studio Rehearsal Tapes 1977 (a Euterpe-pel)- 2008-ban jelent meg CD-n
- 1978: Mother - Gilli Smyth (Daevid Allen vendégszerepelt néhány számban és ő volt az album producere)
- 1979:	N'existe pas!
- 1980:	BMO Vol 9: Divided Alien Playbax Disk 2 - 2009-ben jelent meg CD-n
- 1980:	BMO Vol 8: Divided Alien Playbax Disk 1 - 2008-ban jelent meg CD-n
- 198-	BMO Vol 3: Self Initiation
- 1982:	Ex/Don't Stop (David Tolleyval)
- 1981:	Divided Alien Playbax 80
- 1984:	BMO Vol.14 : Radio Art 1984
- 1988:	Live Spring '88: The Return
- 1989:	The Owl and the Tree (Mother Gong)
- 1990:	Stroking the Tail of the Bird (Gilli Smyth-szel és Harry Williamsonnal)
- 1990:	Australia Aquaria
- 1990: Seven Drones (VoicePrint)
- 1990: The Australian Years (VoicePrint)
- 1990:	BMO Vol 10: Melbourne Studio Tapes (az Invisible Opera Company of Ozzal)
- 1992:	Who's Afraid (Kramerrel)
- 1992:	Live at the Witchwood 1991 (Magick Brothers)
- 1993:	12 Selves
- 1995:	Hit Men (Kramerrel)
- 1995:	Dreamin' a Dream
- 1995:	BMO Vol 4: Bards of Byron Bay (Russell Hibbs-szel)
- 1998:	Eat Me Baby I'm a Jellybean
- 1998:	22 Meanings (Harry Williamsonnal)
- 1998:	BMO Vol.11 : Live in Glastonbury Town (a Magick Brothers-szel)
- 1998:	BMO Vol.15 : Solo @ The Axiom, Cheltenham '98
- 1999:	BMO Vol 2: Live in the UK (a Brainville-lel)
- 1999:	The Children's Crusade (Brainville)
- 2001:	Sacred Geometry (a Micro Cosmickal)
- 2001:	Nectans Glen (Russell Hibbs-szel)
- 2002:	BMO Vol.17 : Beauty the Basket Case(a Guru and Zeróval)
- 2004:	Makoto Mango (a Guru & Zeróval)
- 2004:	BMO Vol 6: Live @ the Knit NYC (Nicoletta Stephanz)
- 2004:	BMO Vol.7: The Mystery Disque (a das-szal)
- 2004:	BMO Vol.13: Altered States of Alien KWISP(az Altered Walter Funkkal)
- 2005:	Sacred Geometry II (a Micro Cosmickal)
- 2006: BMO Vol.12: Glissando Grooves (SFO Soundtribe 3)(Don Falcone-nal)

University of Errors
- 1999:	Money Doesn't Make It (University of Errors)
- 2000:	e2x10=tenure (University of Errors)
- 2000:	BMO Vol 5: Live in Chicago (w/University of Errors)
- 2001:	Live at Schuba's 2001 (University of Errors)
- 2002:	Ugly Music For Monica (University of Errors)
- 2002:	Go Forth and Errorize! Live in the USA (University of Errors)

## Olvasmányok
- Allen, Daevid. Gong Dreaming 1 (SAF Publishing[4]) ISBN 0-946719-82-9
- Daevid Allen visszaemlékezéseinek első kötete, a Gong Dreaming 1 újra megjelent 2007 januárjában. Korábbi kiadás: ISBN 1-899475-00-1
- McFarlane, Ian. Whammo Homepage. Encyclopedia of Australian Rock and Pop [archivált változat]. St Leonards, New South Wales: Allen & Unwin (1999). ISBN 1865080721. Hozzáférés ideje: 2010. január 29. [archiválás ideje: 2004. április 5.]
- Spencer, Chris, Zbig Nowara, Paul McHenry with notes by Ed Nimmervoll. The Who's Who of Australian Rock. Noble Park, Vic.: Five Mile Press [1987] (2002). ISBN 1865038911. Hozzáférés ideje: 2010. január 29.[5]

## Fordítás
- Ez a szócikk részben vagy egészben  a   Daevid Allen című angol Wikipédia-szócikk ezen változatának fordításán alapul.  Az eredeti cikk szerkesztőit annak laptörténete sorolja fel. Ez a jelzés csupán a megfogalmazás eredetét és a szerzői jogokat jelzi, nem szolgál a cikkben szereplő információk forrásmegjelöléseként.